# Rick de Haas
Rick de Haas (30 juli 1960) is een Nederlands illustrator bekend van de kinderboeken van Mees Kees, Flits, De Gorgels en Elmo.

## Biografie
De Haas ging na de middelbare school naar de kunstacademie in 's-Hertogenbosch. Hier studeerde hij op de afdeling illustratief. De Haas tekent regelmatig bij verhalen van Martine Letterie, Mirjam Oldenhave en Jochem Myjer. Hij maakt de decors voor de voorstellingen van Mirjam Oldenhaves muziektheater voor kinderen. Ook schrijft en illustreert hij zijn eigen verhalen, onder meer over Elmo, een jongen die met zijn oma en een aantal dieren in een vuurtoren woont.
De Haas is linkshandig.

## Beknopte bibliografie
- Gat in de zandbak (Lemniscaat, 1987)
- De drakenmeester(Uitgeverij Ploegsma, 2005)
- Elmo en de kleine zeehond (Leopold, 2010)
- Op de kast (Ploegsma, 2015)
- Piet en Riet hebben een geheim (Zwijsen, 2016)
- Het geheim van de jongste ridder (Leopold, 2016)
- Kinderen met een ster (Leopold, 2016)
- Bloedjelink (Ploegsma, 2016)
- Mees Kees een pittig klasje (Ploegsma, 2016)
- De rekenrap (Ploegsma, 2016)
- Het grote voorleesboek voor broertjes en zusjes (Leopold, 2016)
- De wereld van de Gorgels (Leopold, 2016)
- De Gorgels (Leopold, 2016)
- Op de kast (Ploegsma, 2016)
- Een pittig klasje (Ploegsma, 2016)
- Mees Kees gaat verhuizen (Ploegsma, 2017)
- Fixit (Ploegsma, 2017)
- Het grote opscheplied (Zwijsen, 2017)
- Op kamp (Ploegsma, 2017)
- De rekenrap (Ploegsma, 2017)
- De Gorgels en het geheim van de gletsjer (Leopold, 2018)
- De Gorgels en de laatste kans (Leopold, 2022)
- Het grote boek van de Gorgels en de Brutelaars (Leopold, 2024)

- Bibliothèque nationale de France: cb17872900x (data)
- Digitale Bibliotheek voor de Nederlandse Letteren: haas046
- Gemeinsame Normdatei: 1021833622
- International Standard Name Identifier: 0000 0000 7260 1930
- Library of Congress Control Number: no2011110821
- Nationale Bibliotheek van Tsjechië: xx0257997
- Nationale Bibliotheek van Israël: 987010400331805171
- Nederlandse Thesaurus van Auteursnamen: 067850537
- Système universitaire de documentation: 193525232
- Virtual International Authority File: 95181518
- WorldCat: E39PBJrm8dVXwCXGXgpfWkyWXd